# Озеро Толмачёва
Озеро Толмачёва — озеро на полуострове Камчатка, находится в восточной части Усть-Большерецкого района. С 1999 года является частью Толмачёвского водохранилища.

## Основные сведения
Является пресноводным озером Камчатки, до строительства Толмачёвских ГЭС его площадь составляла около 15 км², сейчас площадь Толмачёвского водохранилища — 33,45 км². Озеро Толмачёва было расположено на высоте 616 метров над уровнем моря (сейчас 627 метров) на территории Толмачёва Дола.
Озеро имеет подпрудное происхождение, образовано в ходе обрушения горных пород в долине реки Толмачёва. Из озера Толмачёва вытекает одноимённая река, на которой с 1999 года расположились Толмачёвские ГЭС, в связи с чем озеро является частью Толмачёвского водохранилища, а уровень его поднялся на 12 м. Питание озера смешанное. В озеро впадает также река Верхняя Толмачёва с притоками Левая Толмачёва и Правая Толмачёва.
В озере водится оседлая форма нерки — кокань (запущена в 1980-е годы, естественная среда обитания — озеро Кроноцкое). По берегам березовые леса, заросли ольхового и кедрового стланика, заросли рододендрона.
Южный берег озера является северной границей зоологического заказника «Олений Дол».

## Топографические карты
- Лист карты N-57-XXXII соп. Опала. Масштаб: 1 : 200 000. Состояние местности на 1974 год. Издание 1986 г.